# 俄勒岡葉唇魚
俄勒岡葉唇魚（學名：Ptychocheilus oregonensis），為輻鰭魚綱鯉形目雅羅魚科的其中一個種，分布北美洲加拿大卑詩省Nass河到美國內華達州的哥倫比亞河、奧勒岡州的Harney河流域、 卑詩省與亞伯達省的和平河流域，本魚體呈紡錘形，頭部中等長度，嘴大，所有的鰭透明，繁殖期雄魚結節，位於頭部和背部、胸鰭和腹鰭上，有時位於尾鰭上，背面深綠色或綠棕色，腹面變為銀白色或奶油色，雄魚的下鰭在產卵期間變成黃色或黃橙色，背鰭通常有9條鰭條，臀鰭有8條鰭條，背部從頭部到背鰭的鱗片通常51-62枚，側線上鱗片64-79枚，側線以上12-20枚鱗片，體長可達63公分，體重可達13公斤，壽命可達11年，棲息在中大型河流和湖泊，屬大型掠食性魚類，以浮游生物、昆蟲、甲殼類、魚類等為食，可做為食用魚。

## 扩展阅读
維基物種上的相關：俄勒岡葉唇魚